# Clancy
Clancy és una concentració de població designada pel cens dels Estats Units a l'estat de Montana. Segons el cens del 2000 tenia 1.406 habitants.

## Demografia
Segons el cens del 2000, Clancy tenia 1.406 habitants, 540 habitatges, i 428 famílies. La densitat de població era de 15,2 habitants per km².
Dels 540 habitatges en un 36,7% hi vivien nens de menys de 18 anys, en un 70,4% hi vivien parelles casades, en un 6,1% dones solteres, i en un 20,6% no eren unitats familiars. En el 15,7% dels habitatges hi vivien persones soles el 5,4% de les quals corresponia a persones de 65 anys o més que vivien soles. El nombre mitjà de persones vivint en cada habitatge era de 2,6 i el nombre mitjà de persones que vivien en cada família era de 2,93.
Per edats la població es repartia de la següent manera: un 26,3% tenia menys de 18 anys, un 5,2% entre 18 i 24, un 26,3% entre 25 i 44, un 34,4% de 45 a 60 i un 7,8% 65 anys o més.
L'edat mediana era de 42 anys. Per cada 100 dones de 18 o més anys hi havia 103,5 homes.
La renda mediana per habitatge era de 52.938 $ i la renda mediana per família de 59.766 $. Els homes tenien una renda mediana de 38.750 $ mentre que les dones 24.091 $. La renda per capita de la població era de 23.492 $. Aproximadament el 2% de les famílies i el 3,3% de la població estaven per davall del llindar de pobresa.

## Poblacions més properes
El següent diagrama mostra les poblacions més properes.